# Team Veloqx
Il Team Veloqx è una squadra inglese fondata dal magnate di Hong Kong Sam Li nel 1997 per gareggiare nelle competizioni automobilistiche. 
Dopo aver corso nel campionato GT inglese utilizzando delle Ferrari 360 Modena e nella 12 Ore di Sebring del 2003 con una Ferrari 550 Maranello, nel 2004, terminato il rapporto con la marca di Maranello, ha ottenuto l'appoggio della filiale inglese di Audi che le ha affidato le Audi R8 Sport per competere nelle gare delle Le Mans Series e alla 24 Ore di Le Mans.
Già nella prima stagione delle Series le vetture, condotte da Johnny Herbert, Jamie Davies, Allan McNish e Pierre Kaffer, si aggiudicarono le 4 gare in programma, oltre alla 12 Ore di Sebring. Alla 24 Ore di Le Mans dello stesso anno terminarono invece al secondo e quinto posto assoluto, con l'innesto nel gruppo dei piloti di Frank Biela e Guy Smith. Riuscirono in ogni caso ad aggiudicarsi sia la pole position che il giro più veloce in gara.
A fine stagione il team chiuse i battenti non riuscendo ad avvalersi di una collaborazione ufficiale con un'altra casa automobilistica dopo il divorzio dall'Audi. Il team rinasce nel 2009 e corre nell'Alms dove disputa alcune gare nella classe challenge con tre Porsche.